# Finsiel
Finsiel - Finanziaria per i Sistemi Informativi Elettronici S.p.A. era un'azienda italiana a capo di un gruppo che operava nel campo delle Tecnologie dell'informazione e della comunicazione che è stato negli anni 80-90 uno tra i principali leader italiani ed europei del settore.
Si occupava di consulenza tecnologica, sviluppo di software, gestione e manutenzione di sistemi applicativi, sicurezza informatica e gestione in esternalizzazione dei processi di business.

## Storia
Finsiel era nata il 13 aprile 1981 con il nome di Figin - Finanziaria Generale per l'Informatica S.p.A..
Gli azionisti fondatori erano l'IRI (83,3%) e la Banca d'Italia (16,7%). Nel luglio dello stesso anno diventa Finsiel - Consulenza e Applicazioni Informatiche S.p.A., sulla scorta del nome e del successo di Italsiel una delle sue partecipate.
Il Gruppo Finsiel comprendeva alla fine degli anni ottanta oltre 10 società (Italsiel, Sogei, Insiel, Tecsiel, Netsiel, Agrisiel, Banksiel, Datasiel, Krenesiel, Sispi, Informatica Trentina, Aspasiel, IcSoft, Consiel) e 7.000 professionisti operanti nella consulenza e nei servizi IT per la Pubblica Amministrazione, le banche, le aziende di trasporto (tra cui il settore ferroviario con Tele Sistemi Ferroviari, nata nel 1994).
Nel 1991 Carlo De Benedetti propose a IRI la fusione tra Finsiel e Olivetti Information System, la società di servizi informatici di Olivetti; questo avrebbe portato alla creazione della terza compagnia d'informatica al mondo. IRI declinò l'invito in quanto riteneva Finsiel strategica e non cedibile.
L'anno dopo viene acquisita da STET per 700 miliardi di lire.
In quegli anni, era la prima società del settore in Italia, la seconda in Europa e la nona al mondo a livello di dimensioni, anche se scontava una debolezza: mancava di orientamento al mercato, operando solo in Italia e rivolgendosi principalmente alla pubblica amministrazione con il 95% dei ricavi fatturati sul territorio nazionale. Fattura 1.282 miliardi di lire, utili per 29,4 miliardi e 7300 dipendenti..
Nel 1994 incorpora tutte le sue controllate.
Nel 1996 lancia AFIS Spaid, sistema che consente il riconoscimento e la registrazione delle impronte digitali.
Nel 1998 è sempre leader nei servizi alle pubbliche amministrazioni ed il secondo attore nel mercato per i servizi alle banche, dietro Ibm.
Tuttavia, la forte dipendenza da Telecom Italia (evoluzione di Stet) che non riuscirà a valorizzarla sufficientemente, in quanto operante in business diverso rispetto a quello delle telecomunicazioni, porterà Finsiel a perdere la leadership italiana e ridurre il proprio volume di ricavi. A ciò si aggiunge la vendita, il 2 giugno 2002, della controllata Sogei (responsabile del 26% dei ricavi) al Ministero dell'economia e delle finanze al prezzo di 36 milioni di euro.. Ancora nel 2002 realizza 912 milioni di ricavi.
Nonostante le difficoltà menzionate, Finsiel a cavallo tra gli anni novanta e duemila tramite Datasiel realizza il portale regionale Liguria in Rete ed il sito ufficiale della Regione Liguria, cura il rinnovo del Servizio Bibliotecario Nazionale che gestiva già dal 1992 tramite Intersiel e costruisce il portale wwww.ueitalia2003.it dedicato al semestre di presidenza italiana nella UE. Vince anche l'appalto per la produzione della Carta nazionale dei servizi, per gli applicativi del braccialetto elettronico e per i portali per l'utenza Inps.
Dal 2005 la proprietà del Gruppo Finsiel è di AlmavivA, la holding di Alberto Tripi che controlla anche il Gruppo COS ed a inizio 2007 Finsiel è stata incorporata definitivamente in AlmavivA.

## Società controllate
- Webegg, joint venture tra Olivetti e Finsiel